# گورستان اجاق باشی
گورستان اجاق باشی مربوط به هزاره اول قبل از میلاد است و در شهرستان ورزقان، بخش مرکزی، دهستان سینا، جنوب روستای وردین واقع شده و این اثر در تاریخ ۸ بهمن ۱۳۸۵ با شمارهٔ ثبت ۱۶۹۸۱ به‌عنوان یکی از آثار ملی ایران به ثبت رسیده است.